# Sceloporus siniferus
Sceloporus siniferus (довгохвоста колюча ігуана) — вид ігуаноподібних ящірок родини фриносомових (Phrynosomatidae). Мешкає в Мексиці і Гватемалі.

## Поширення і екологія
Довгохвості колючі ігуани поширені на заході Мексики (в прибережних районах від Герреро до Чіапаса, вглиб країни до Мехіко і Морелоса), а також на західному узбережжі Гватемали. Вони живуть в сухих тропічних лісах і дубових лісах, трапляються в садах і поблизу людських поселень. Зустрічаються на висоті до 2438 м над рівнем моря.